# Armée de l'Intérieur
Pour les articles homonymes, voir Armée de l'Intérieur (homonymie).

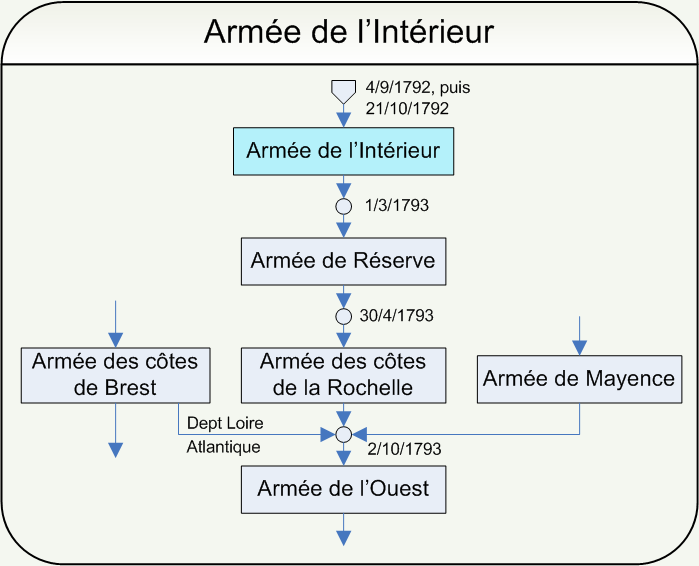
Armée de l'Intérieur

L’armée de l'Intérieur est une dénomination donnée deux fois à une armée de la Révolution française, une première fois en 1792/1793 et une seconde fois en 1795/1796

## Armée de l'Intérieur (1792/1793)
Appelée à la création armée de l'Intérieur, son nom changea deux fois au cours de l'année 1793 sans changement d'organisation, ni de commandement, passant à armée de Réserve, puis à armée des côtes de la Rochelle

### Création et évolution
- créée le 4 septembre 1792, fondue le 22 dans les armées du Nord et du Centre avant son entière organisation
- reconstituée le 21 octobre 1792 à l'aide du camp sous Paris supprimé la veille
- devenue armée de Réserve par arrêté du Conseil exécutif du 1er mars 1793
- devenue armée des côtes de la Rochelle par décret du 30 avril 1793
- réunie à l'armée de Mayence et à la partie de l'armée des côtes de Brest qui opérait dans le département de la Loire-Inférieure, elle prend le nom d'armée de l'Ouest par décret de la Convention du 2 octobre 1793 (11 vendémiaire an II)

### Généraux
armée de l'Intérieur
- du 4 au 22 septembre : général de La Bourdonnaye
- du 21 octobre 1792 au 1er mars 1793 : général Berruyer

armée de Réserve
- du 1er mars au 28 avril 1793 : général Berruyer, immédiatement la droite ; la gauche subordonnément : général  Beaufranchet d'Ayat
- du 29 au 30 avril 1793, par intérim : général Leigonyer immédiatement la droite ; la gauche subordonnément : général  Beaufranchet d'Ayat

armée des côtes de la Rochelle
- du 1er au 27 mai, par intérim : général Leigonyer immédiatement la droite ; la gauche subordonnément : général  Beaufranchet d'Ayat
- du 28 mai au 16 juillet 1793 : général Biron (après son départ, le général Pilotte commande la division de droite, et le général Chalbos la division de gauche, jusqu'à l'arrivée du général Rossignol)
- du 31 juillet au 24 août 1793 : général Rossignol
- du 25 au 30 août 1793, provisoirement : général Santerre
- du 31 août au 5 octobre 1793 :  général Rossignol

## Armée de l'Intérieur (1795/1796)

### Création et évolution
- créée le 12 juillet 1795 (24 messidor an III) avec les forces de la 17e division militaire ou de Paris augmentées de celles des départements de la Somme, de la Seine-Inférieure et de l'Eure
- supprimée le 22 septembre 1796 par arrêté du 25 août (8 fructidor an IV)

### Généraux
- du 12 juillet au 4 octobre 1795 : général Menou, commandant de la 17e division.
- du 5 au 26 octobre 1795 : le directeur Barras, le général Buonaparte (sic) en second
- du 26 octobre 1795 au 9 mars 1796 : général Buonaparte (sic)
- du 10 mars au 21 septembre 1796 : général Hatry

### Observations
Le général Bonaparte, nommé dès le 2 mars au commandement en chef de l'armée d'Italie, reste cependant encore quelques jours à la tête de l'armée de l'Intérieur, et le Directoire ne pourvoit à son remplacement que le 10 mars, la veille de son départ pour sa nouvelle armée.

### Missions
Cette armée était chargée de veiller à l'approvisionnement de la capitale et d'assurer le maintien de l'ordre dans la région, singulièrement à Paris. Le 5 thermidor an III (24 juillet 1795), la Convention ordonna la réunion de cette armée dans un camp hors de Paris. Paul Barras en fut un temps le commandant en chef avec Napoléon Bonaparte sous ses ordres. Elle servit à la répression de l'Insurrection des royalistes du 13 vendémiaire an IV (5 octobre 1795), de la révolte du camp de Grenelle, soutint le Directoire lors du Coup d'État du 18 fructidor an V (4 septembre 1797).

## Sources
- C. Clerget : Tableaux des armées françaises pendant les guerres de la Révolution (Librairie militaire 1905) ;
- Histoire et dictionnaire de la Révolution française 1789-1799 de Jean Tulard, Jean-François Fayard, Alfred Fierro